# Borracho (canción)
«Borracho» es una canción de música pop de la banda española Los Brincos, grabada en 1965.

## Descripción
La canción aborda con sentido del humor las penurias de olvidar un amor a través del alcohol. Se trata de una de las canciones más populares del cuarteto. Se editó en formato sencillo, con la canción Sola en la Cara B. Posteriormente se incluiría en el LP Brincos II (1966).
El tema permaneció en las listas durante 25 semanas.

## Versiones
- Interpretada por Rocío Dúrcal y Gracita Morales en la película Más bonita que ninguna (1965).
- Versionada en 1966 por la banda colombiana The Speakers.